# Parafia św. Jana Chrzciciela w Bijsku
Parafia Świętego Jana Chrzciciela w Bijsku – parafia rzymskokatolicka w Bijsku. Należy do Dekanatu ałtajskiego diecezji nowosybirskiej. Została utworzona w 1997 roku z terytorium parafii Jezusa Chrystusa Króla Wszechświata w Barnaule.

## Historia
Pierwszy ślad o katolickim kapłanie pochodzi z 1847 roku. Wówczas ksiądz P. Sziszko otworzył w Bijsku szkołę powszechną dla dzieci, którą wkrótce zamknięto. W 1905 roku postanowiono zbudować kościół, który został zburzony w 1937 roku. Z zachowanego w Sankt Petersburgu dokumentu wynika, że "70 rodzin polskiego pochodzenia postanowiło wybudować kościół ze środków własnych". Stał on na terenie starego cmentarza. Do Bijska dojeżdżał kapłan z Barnaułu, gdzie było większe skupisko katolickie. Przez jakiś czas posługę duszpasterską pełnił ks. Antoni Żukowski, rozstrzelany 12 października 1937 w Nowosybirsku. 
Od 1993 roku do Bijska zaczął przyjeżdżać ks. Andrzej Graczyk z parafii Przemienienia Pańskiego w Nowosybirsku, a potem ks. Roman Cały z parafii w Barnaule, którzy zebrali grupę katolików.17 kwietnia 1997 roku zarejestrowano parafię (przerejestrowano 2 sierpnia 1999 roku), a w 1998 roku została ona erygowana kanonicznie. Pierwszym proboszczem parafii w latach 1997-2016 był ks. Andrzej Obuchowski. W 1999 roku zakupiono duży dom na cele kaplicy. W 2007 roku parafia została siedzibą Dekanatu ałtajskiego. W 2008 roku rozpoczęto budowę nowego kościoła. Kościół św. Jana Chrzciciela poświęcony został 2 sierpnia 2014 roku przez biskupa Nowosybirska Josepha Wertha.

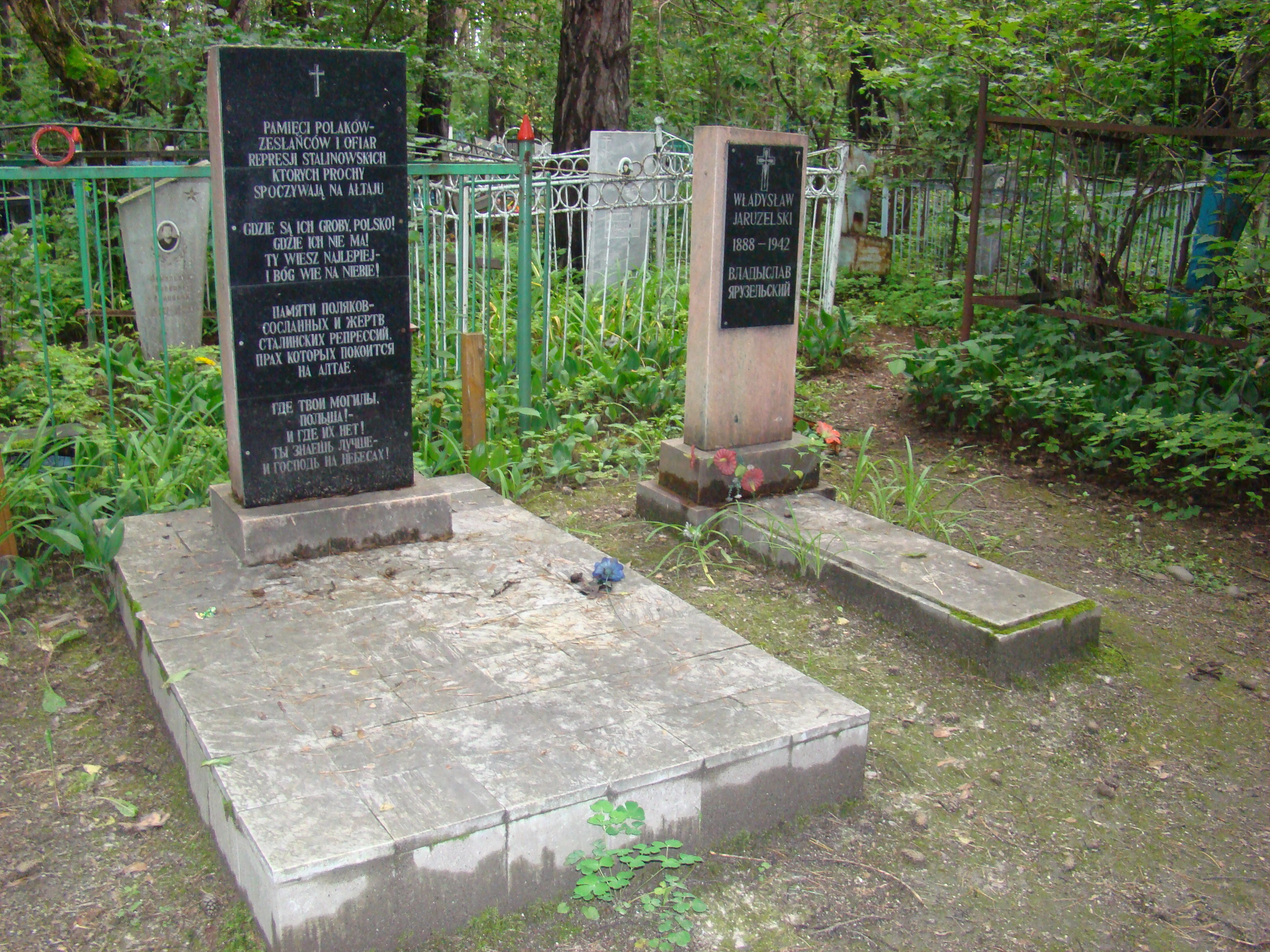
Grób Polaków zesłanych na Ałtaj oraz Władysława Jaruzelskiego-ojca Wojciecha, jeden z wielu, którymi opiekuje się parafia

## Obszar parafii
Parafia obejmuje powierzchnię 130 tys. km². Jest to część Ałtajskiego Kraju ze stolicą w Bijsku, gdzie znajduje się siedziba parafii i Republika Ałtaj. Parafia posiada cztery filie, do których kapłan dojeżdża raz w miesiącu. 

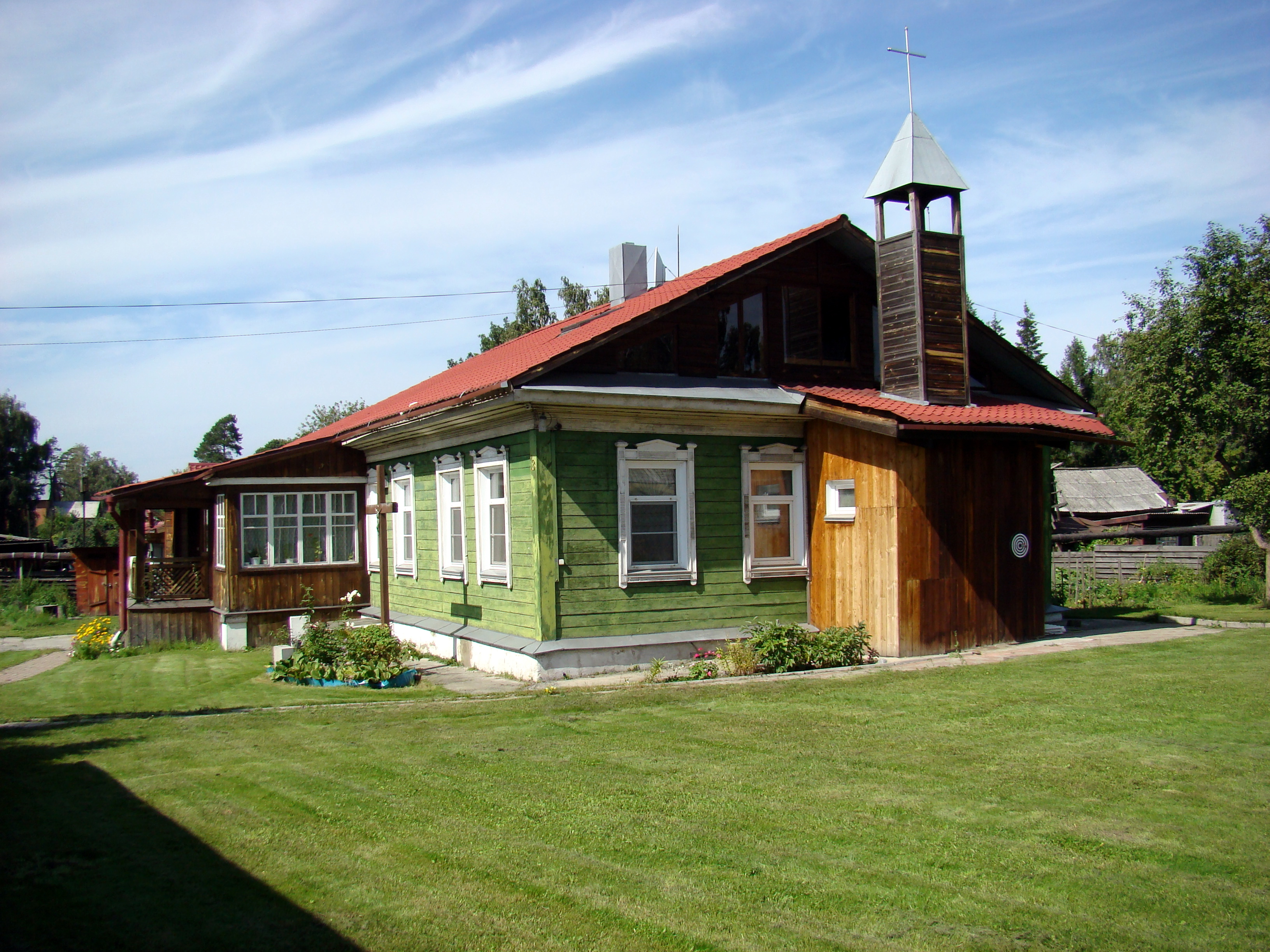
Pierwsza kaplica parafii od 1999 roku, obecnie dom zakonny